# Olomouc (regio)
Olomouc (Tsjechisch: Olomoucký kraj) is een Tsjechische bestuursregio. De hoofdstad en tevens grootste stad in de regio is Olomouc. Samen met de regio Zlín vormt Olomouc de NUTS-2-regio Střední Morava (Midden-Moravië).

## Geschiedenis
De regio Olomouc is gevormd in 2000 tijdens de regionale herindeling. Voor het grootste gedeelte beslaat de regio het zuidwestelijke deel van de oude regio Noord-Moravië, met name de districten Olomouc, Přerov, Šumperk en Jeseník. Daarnaast is ook het district Prostějov (lag in de oude regio Zuid-Moravië) bij deze regio gevoegd. In 2005 is de regio uitgebreid met de gemeenten Huzová, Moravský Beroun en Norberčany, die alle drie tot dan toe tot Moravië-Silezië behoorden. In grote lijnen komt de huidige regio Olomouc overeen aan de regio Olomouc die bestaan heeft tussen 1948 en 1960.

## Geografie
Voor het grootste gedeelte (de districten Olomouc, Přerov, Prostějov en Šumperk) ligt de regio in het historische land Moravië. Alleen het district Jeseník hoort bijna geheel bij Tsjechisch Silezië, met uitzondering van de gemeente Ostružná dat (voor het grootste deel) wel in Moravië ligt. In het noorden grenst de regio aan Polen. Met de klok mee grenst zij verder aan Moravië-Silezië, Zlín, Zuid-Moravië en Pardubice. Het hoogste punt in de regio Olomouc is de Praděd, op de grens met de regio Moravië-Silezië.

### Grootste steden
| Stad      | Inwoners (2023) | Oppervlakte (km2) | District  | Bijzonderheden                       |
| --------- | --------------- | ----------------- | --------- | ------------------------------------ |
| Olomouc   | 101.825         | 103,33            | Olomouc   | Regiohoofdstad en statutaire stad    |
| Prostějov | 43.551          | 39,04             | Prostějov | Districthoofdstad en statutaire stad |
| Přerov    | 41.634          | 58,45             | Přerov    | Districthoofdstad en statutaire stad |
| Šumperk   | 25.061          | 27,88             | Šumperk   | Districthoofdstad                    |
| Hranice   | 17.978          | 49,78             | Přerov    |                                      |
| Zábřeh    | 13.434          | 34,59             | Šumperk   |                                      |
| Šternberk | 13.239          | 48,79             | Olomouc   |                                      |
| Uničov    | 11.122          | 48,27             | Olomouc   |                                      |
| Jeseník   | 10.665          | 38,23             | Jeseník   | Districthoofdstad                    |
| Litovel   | 9.712           | 46,40             | Olomouc   |                                      |
| Mohelnice | 9.424           | 46,20             | Šumperk   |                                      |

## Bezienswaardigheden
- Werelderfgoedlijst van UNESCO: Zuil van de Heilige Drie-eenheid in Olomouc
- Europese erfgoedlijst van de Europese Unie: de Burcht van Olomouc en het Arcidiecézní muzeum Olomouc in Olomouc.

## Verkeer
De snelweg D1 tussen Brno en Ostrava loopt in drie stukken over het grondgebied van de regio. Het eerste stuk van zo'n 13 kilometer lang ligt bij de plaatsen Nezamyslice, Němčice nad Hanou en Kojetín. Het tweede stuk van 3 kilometer ligt bij het plaatsje Říkovice. Het laatste stuk van meer dan 30 kilometer loopt van Přerov, via Lipník nad Bečvou en Hranice, richting Ostrava. Nabij Lipník nad Bečvou ligt een snelwegknooppunt tussen de D1 en de D35. De D35 loopt verder via Olomouc en Litovel naar Mohelnice. De snelweg D46 loopt van Brodek u Prostějova via Prostějov naar Olomouc en bij Olomouc op de D35 aansluit. Nabij Bělotín bevindt zich een knooppunt tussen de D1 en de D48, die verder loopt naar Frýdek-Místek.

## Onderwijs
De belangrijkste universiteit in de regio Olomouc is de Palacký-Universiteit in de stad Olomouc.

## Sport
Net als in de rest van Tsjechië zijn ook in de regio Olomouc voetbal en ijshockey de populairste sporten. In het voetbal is SK Sigma Olomouc verreweg de bekendste club uit de regio. Andere clubs die in het verleden op het hoogste niveau in Tsjecho-Slowakije hebben gespeeld zijn 1. SK Prostějov, Křídla vlasti Olomouc en SK Olomouc ASO. De bekendste ijshockeyclub uit de regio Olomouc is HC Olomouc.